# Црква Светог Сисоја у Драгаљевцу
Црква Светог Сисоја у Драгаљевцу је храм Српске православне цркве који припада Епархији зворничко-тузланској. Налази су у селу Доњи Драгаљевац, Бијељина, Република Српска, Босна и Херцеговина.
Изградња храма отпочела је 1994. године током Одбрамбено-отаџбинског рата. Градња је трајала 6 година, тако да су радови завршени 2000. године. 16. септембра исте године, епископ зворничко-тузлански господин Василије је освештао овај храм. Храм је димензија 18x9 метара. Петар Билић је са својим ученицима живописао храм 2004. године. Техником дубореза, иконостас од храстовог дрвета израдио је Миленко Рајић из Бијељине, а иконе на иконостасу живописали су ученици Петра Билића, Ненад и Славиша чија презимена су остала непозната. 